# 大陽工業
大陽工業株式会社（たいようこうぎょう）は、東京都品川区に本社を置くプリント基板などの電子関連製品、大電流基板製品などを扱う企業。当初は旋盤、ボール盤、平削盤等の機械を行う会社として創業、時代とともに理化学実験用機械器具へと事業分野を移してきた。一時期、精密工作機械の製作を停止し、中島飛行機製作所の直接の協力工場として経営していたこともあった。

## 事業
- プリント配線板製造
  - 同社はプリント配線板の製法としてサブトラクティブ法のほか、独自の工法によるプリント配線板製造技術「大電流基板」を開発、採用している。平滑基板は銅パターンとレジスト厚の差が少なく、表面がフラットな仕上がりであり、凹凸の激しいパワー回路に用いられ、プリント回路カンパニーは大電流基板製造会社としては、国内で代表的な企業となる。
  - 大電流技術を応用した放熱基板を新製品として世に送り出す。